# Guillaume de Salluste du Bartas

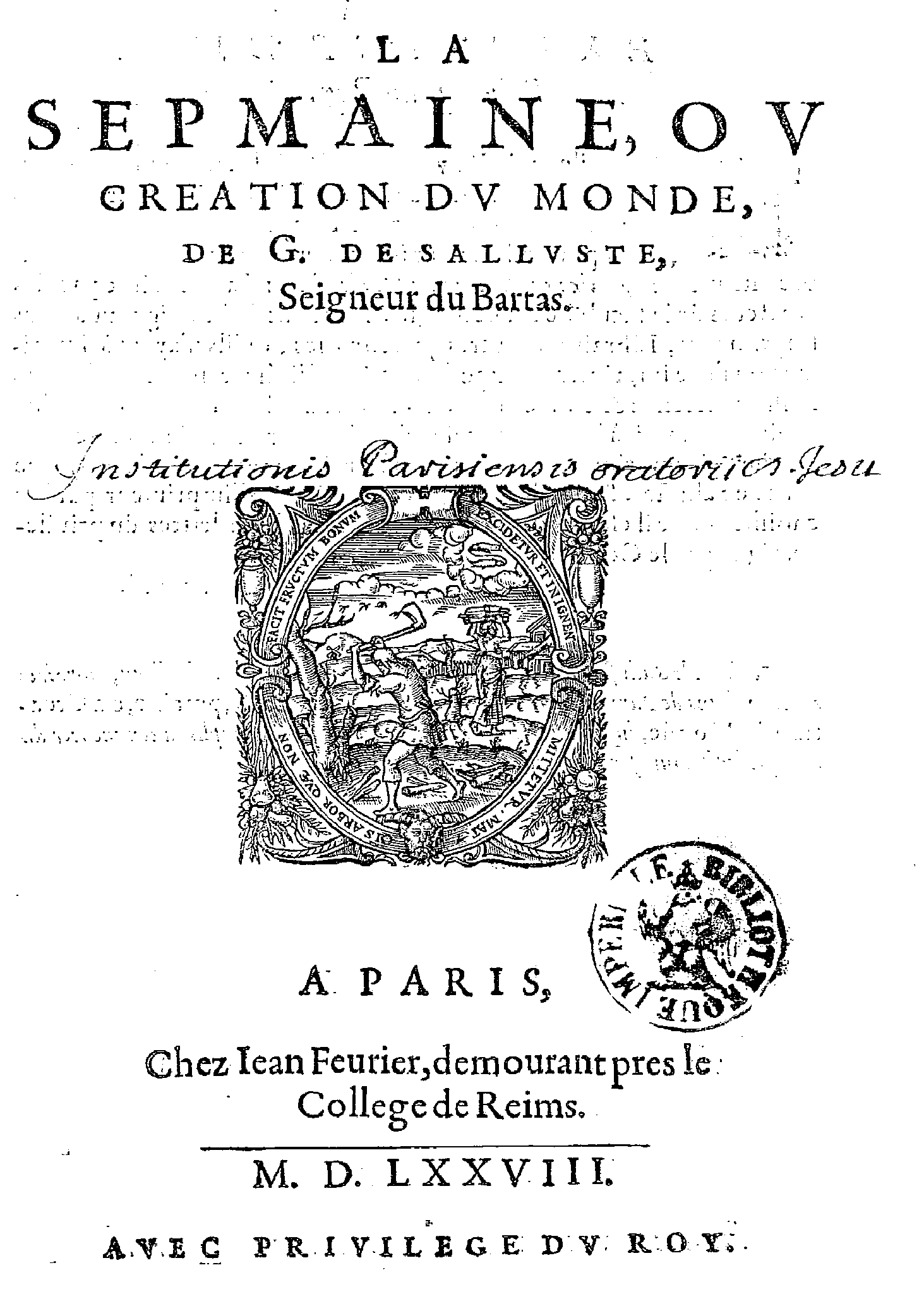

Guillaume de Salluste, señor de Bartas, en occitano Guilhèm de Sallusti deu Bartàs (Monfort , cerca de Auch, en Gers 1544 - Mauvezin, 28 de agosto de 1590), poeta hugonote francés, famoso por su poema La Semaine, ou Création du Monde (1578); escribió en francés y occitano o lengua de oc.

## Biografía
Descendía de una familia de comerciantes enriquecidos con raíces en Armañac, por lo que dominaba el gascón, y estudió Derecho en Toulouse, participando en los juegos florales de la ciudad. Obtuvo la Violeta en 1565, año en que su padre compró el castillo de Bartas. A la muerte de este en 1566, el poeta se convirtió en Señor de Bartas. Se casó en 1570 con Catherine de Manas, de la que tuvo cuatro hijas. La reina de Navarra, Juana de Albret, encargó a este fiel cortesano el asunto de su primer gran poema épico culto, La Judith, que solo se publicó tras el fallecimiento de la soberana en la colección titulada La Muse chrétienne (1574). Después sirvió a su sucesor Enrique de Navarra (1576), quien le encargó numerosas misiones diplomáticas y lo nombró gentilhombre ordinario del rey en enero de 1585. Ese mismo año se publicó en París La Semaine con un copioso comentario del jurista católico Pantaléon Thévenin, un protegido del Duque de Lorena. Pero ya había publicado un comentario de la obra el pastor protestante Simon Goulart (Ginebra: Jacques Chouet, 1581), comentario que fue reimpreso muy a menudo y aumentó con el curso de los años. En 1584 Guillaume du Bartas publicó una Seconde Semaine y en 1589 Goulart publicó un nuevo comentario para esta segunda parte. En 1587, acompañado por Henri de Sponde, marchó como embajador a la Corte de Jacobo VI de Escocia, quien admiró su obra y tradujo uno de sus poemas. Falleció el 28 de agosto de 1590.
La Sepmaine o La Semaine, ou Création du Monde (1578) es un poema enciclopédico que expone los conocimientos humanos siguiendo el orden de los seis primeros días de la creación. Fue traducido al alemán, inglés, holandés, italiano, latín y también al español por Francisco de Cáceres con el título de Los siete días de la semana, sobre la Criación del Mundo, Amberes, 1612; Ámsterdam, 1612-1613.
Esta obra influyó sobre poetas de la talla del inglés John Milton, el holandés Joost van den Vondel e incluso parece que sobre el Tasso en Italia. También tuvo una admiradora en América en la persona de Anne Bradstreet. En esta obra Guillaume du Bartas defiende el geocentrismo contra Copérnico, así como la astrología judiciaria. Para él, el sistema copernicano no es más que una quimera. Se hizo un nombre en el enciclopedismo del Renacimiento y de la fe al proponer una lectura poética del libro del mundo que glorificara la fe.
También compuso obras de inspiración religiosa: Judit, Uranie, Triomphe de la foi (1567-1572), etc.

## Obras
- La Semaine ou Création du monde (1581), ed. Yvonne Bellenger, Paris, STFM, 4.ª ed. 1994.
- La Seconde Semaine (1584), ed. Y. Bellenger et alii, Paris, STFM, 2 vol., 1991-1992.
- Les Suites de la Seconde Semaine, ed. Y. Bellenger, Paris, STFM, 1994.
- La Judith, ed. André Baïche, Toulouse, Public. de la Fac. des Lettres, 1970.

- Datos: Q2087052
- Multimedia: Guillaume de Saluste Du Bartas / Q2087052